# طائرات رجال الأعمال

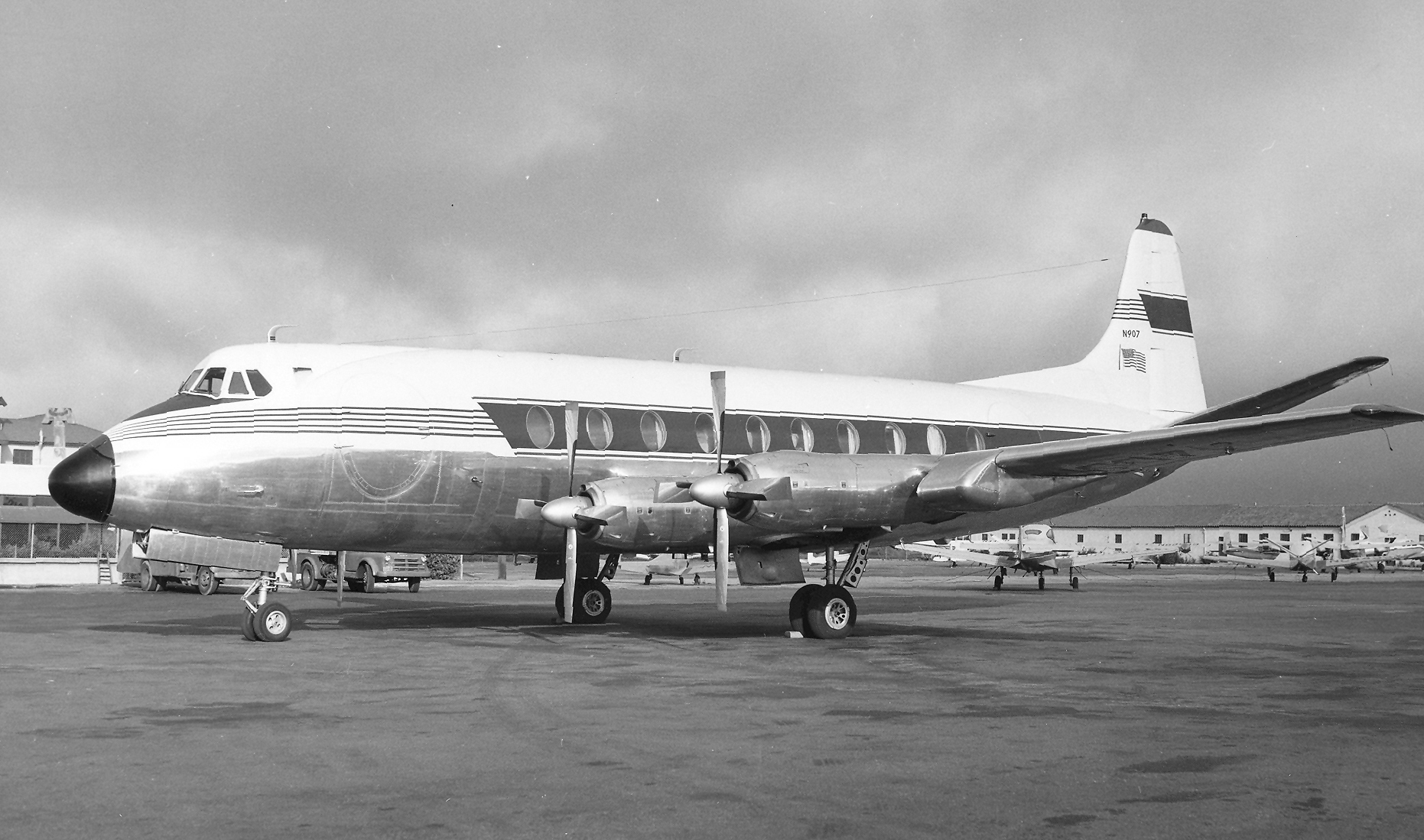
فيكرز فيسكونت كانت تشغلها شركة يو إس ستيل

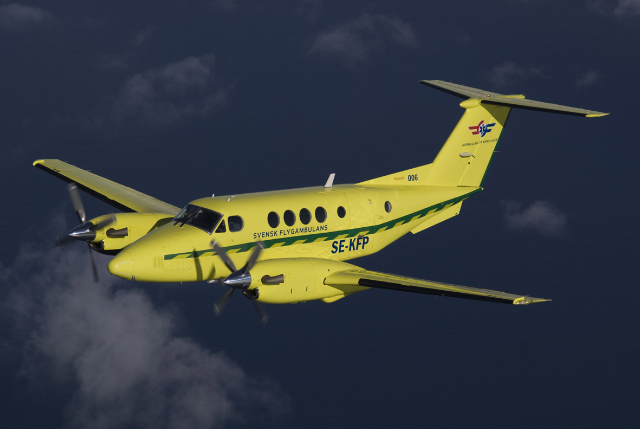
تعد كل من بيتش كينغ إير وسوبر كينغ إير أكثر طائرات رجال الأعمال ذات المروحة التوربينية التي تم تصنيعها حيث بلغت 7300 بحلول مايو 2018

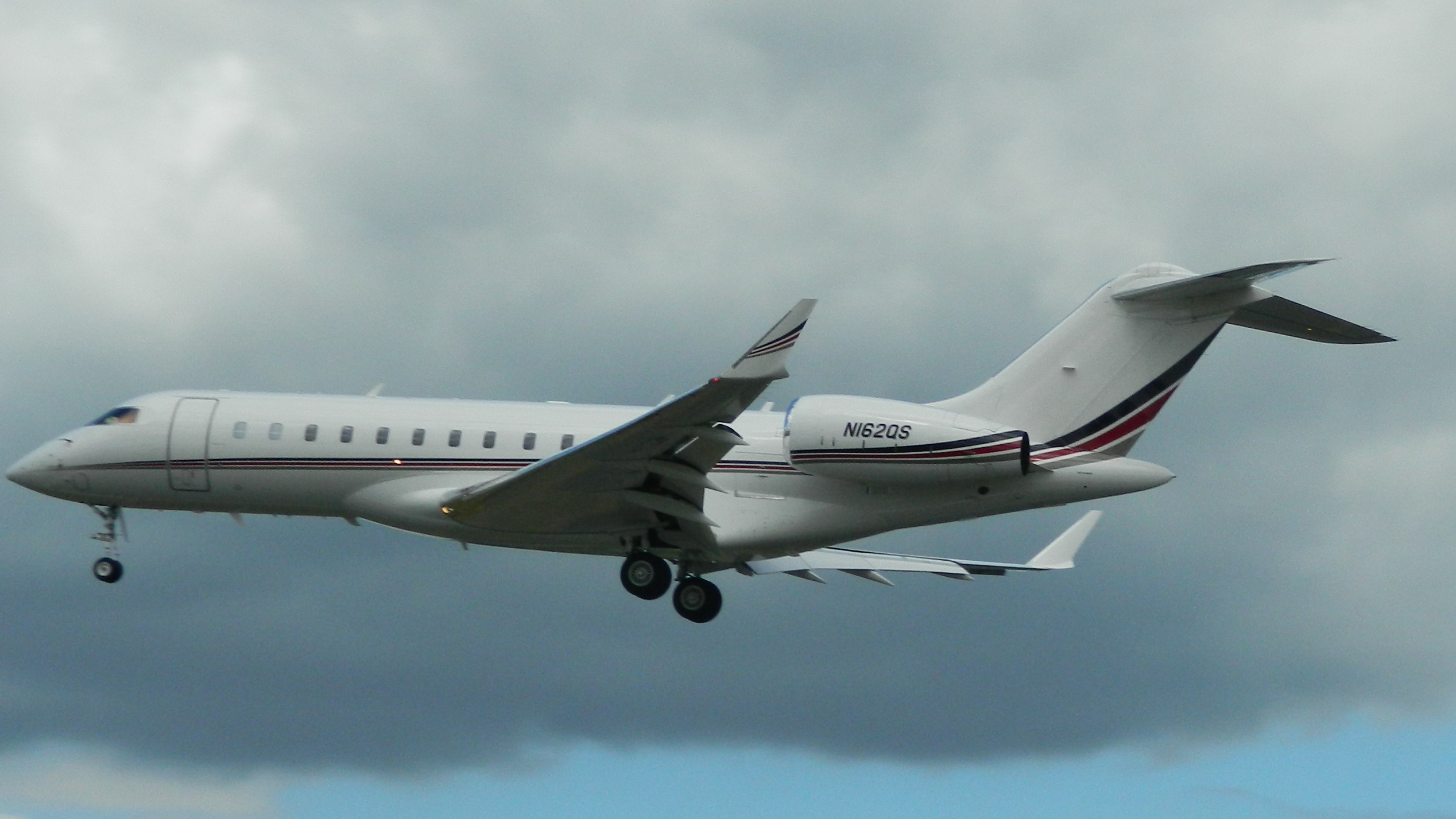
بومباردييه غلوبال 6000

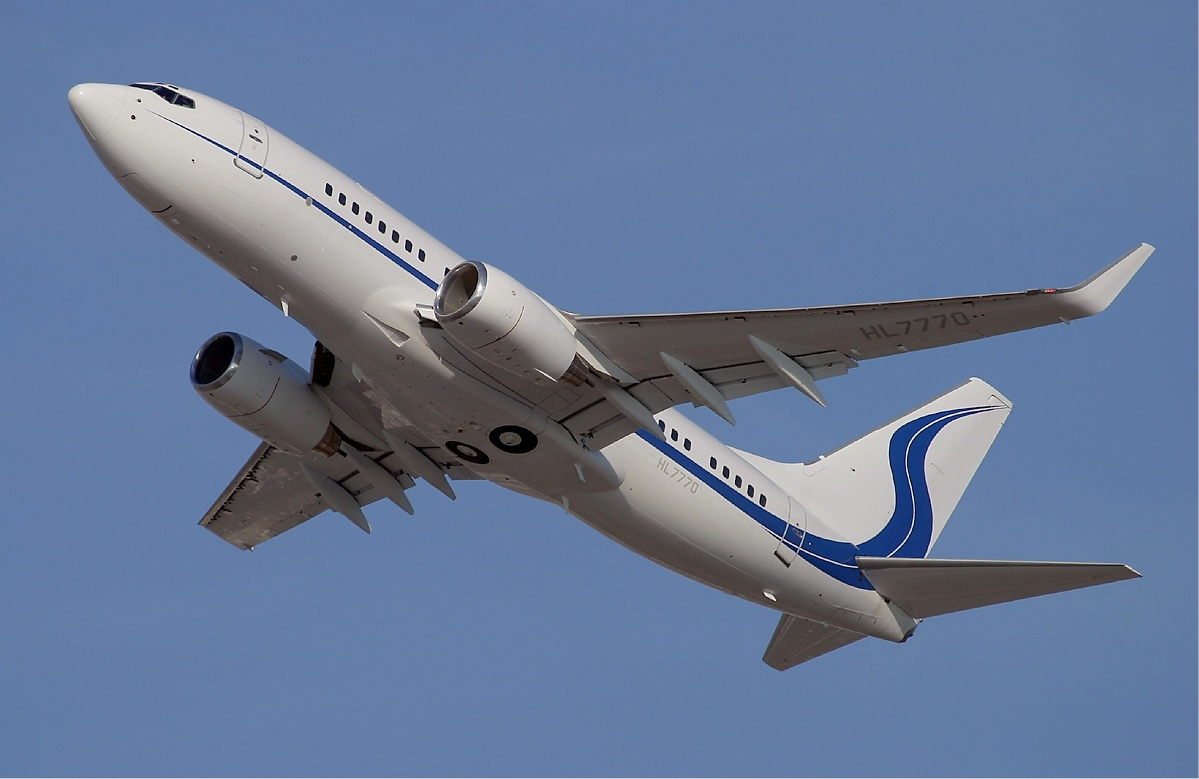
A بوينغ بيزنس جت 737 تشغل من قبل شركة سامسونغ

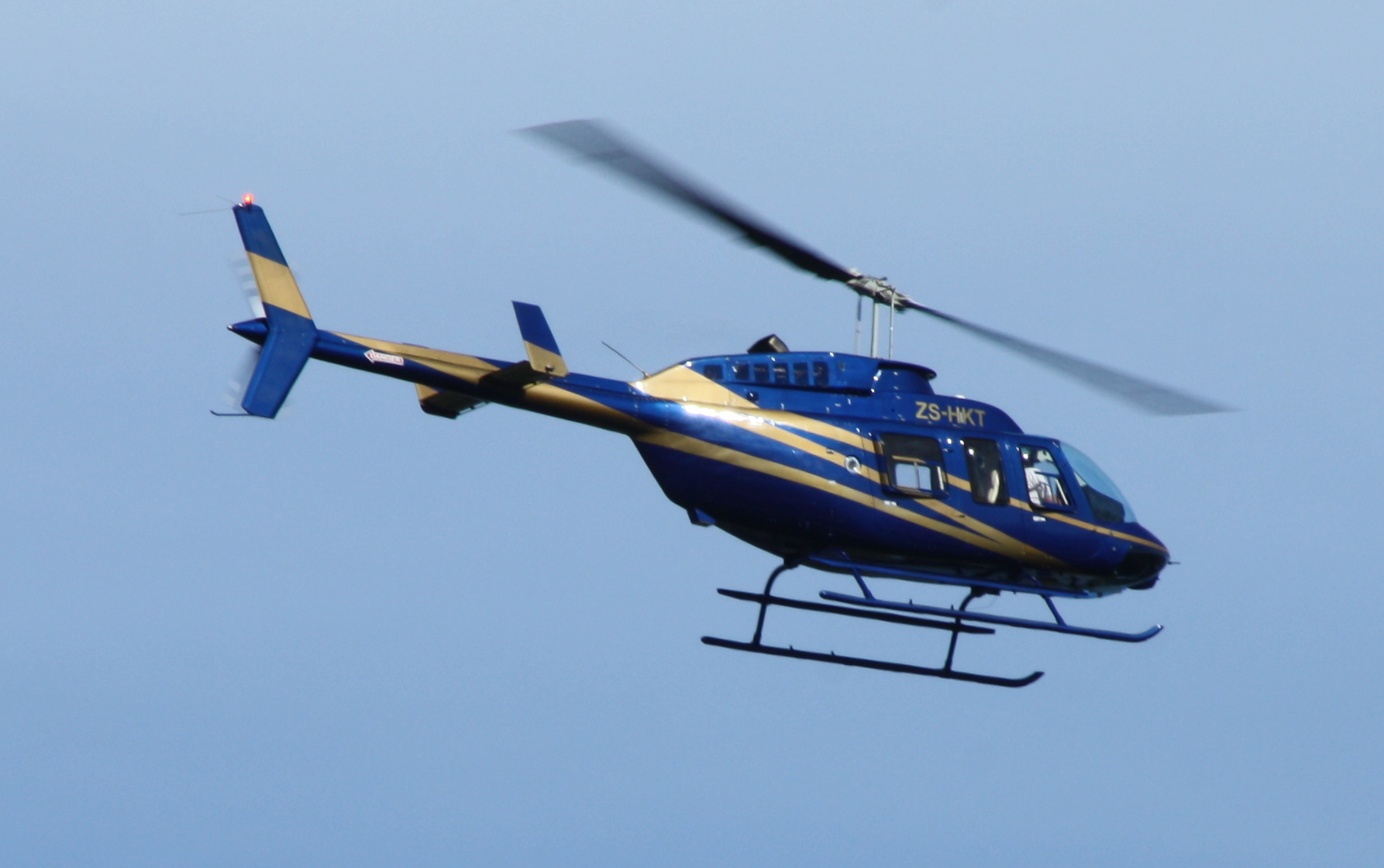
بيل لونغ رانجير تشغل من قبل «لاند لينك العقارية» (Land Link Real Estate) في نيوزيلندا

طائرات رجال الأعمال (Business aircraft) هي طائرات تستخدم عادة من قبل الشركات والمؤسسات لنقل الأشخاص أو البضائع المتعلقة باحتياجات الشركات المذكورة. معظم طائرات رجال الأعمال هي أنواع مختلفة من طائرات الطيران العامة من طائرات مكبس أو توربيني أو نفاثات رجال الأعمال.

## طائرات بحسب نوع المحرك

### طائرات بمحركات مكبسية
مع نمو الطيران العام في الثلاثينيات من القرن الماضي، بدأت الشركات في شراء الطائرات ذات المحرك الواحد والمزدوج للاستخدام التجاري.
أدت الحاجة إلى نقل البضائع والمعدات باستخدام طائرات عامة مختلفة، مع وجود فائض من طائرات النقل العسكرية. في عام 1963 في المملكة المتحدة، اشترت (Maidenhead Organ Studios) طائرة بيغل بي.206 ذات المحركين للسماح لها بتسليم آلات الأرغن الإلكترونية.

### طائرات بمحركات مروحة توربينية
في النصف الأول من عام 2018، بينما كانت مبيعات طائرات رجال الأعمال ثابتة نسبيًا، ارتفعت مبيعات الطائرات الجديدة المزودة بمحركات توربينية بنسبة 10٪، وزادت مبيعات الطائرات ذات المقصورة المضغوطة بنسبة 12٪، وزادت مبيعات طائرات طائرات كينغ أير بنسبة 30٪. شركة الطيران العارض «ويلس آب»، التي تديرها «غاما أفيشين» (Gama Aviation)، شهدت زيادة في ساعات طيرانها بنسبة 18٪ ووسعت أسطولها من 99 إلى 117 مع كون معظم الطائرات الجديدة أمثلة على بيتشكرافت سوبر كينغ إير 350i. من أسطول من 63 كينغ إير في عام 2017، تهدف «ويلس آب» إلى إنشاء أسطول من 1000 يخدم 75000 عضو في أمريكا الشمالية وأوروبا بحلول عام 2030.
طائرة أعمال بمحرك واحد كانت سوكاتا تي بي إم ‏ كانت أول طائرة تعمل بمحرك توربيني واحد، بقوة 700 حصان (520 كيلوواط) وتصل سرعتها إلى 300 عقدة (560 كم/س) والتي تم تسليمها لأول مرة في شهر أغسطس عام 1990، تليها طائرة بيلاتوس بي سي-12 والتي يدفعها محرك واحد بقوة 1200 حصان (890 كيلوواط) والتي رخصت في مارس 1994 مع كابينة أكبر من كينغ إير 200. وجاءت بعد ذلك طائرة بايبر ميريديان ‏ طراز «إم500» (M500) الأرخص، مع محرك بقوة 500 حصان (370 كيلوواط) والتي ظهرت لأول مرة في سبتمبر 2000، ثم طراز «إم600» (M600) مع محرك بقوة 600 حصان (450 كيلوواط)، ثم طائرة «آيبك إي1000»، والتي كانت أسرع من سوكاتا تي بي إم ‏، وسيسنا دينالي ‏، وتتنافس مع بيلاتوس بي سي-12، ينبغي أن تتبع في وقت قريب. بحلول مايو 2019، تم تسليم أكثر من 3000 طائرة بمحرك فردي توربيني: كان منها، أكثر من 780 من نوع سوكاتا تي بي إم ‏، وأكثر من 1600 من نوع بي سي-12 وأكثر من 700 كم نوع بايبر ميريديان ‏.

### محرك نفاث
كانت أول طائرة نفاثة تستخدم كطائرة رجال أعمال هي طائرة موران ساولاينر إم إس.760 باريس ‏ ذات الأربعة مقاعد بناءً على المتطلبات العسكرية كطائرة اتصال. تبعتها في عام 1957، طائرة لوكهيد جيت ستار ذات المحركات الأربعة، على الرغم من أنها صُممت أيضًا لتلبية المتطلبات العسكرية، فقد طلبتها شركات مثل شركة غولف أويل وكونتيننتال أويل وشركة فورد. تبعتها لاحقًا في منتصف الستينيات من قبل طائرات رجال الأعمال المصممة حسب الطلب مثل ليرجيت 23 التي تتسع لستة ركاب ودي هافيلاند دي إتش.125 ذات الثمانية ركاب.
تبعتها في عام 1966 طائرة أكبر ذات 19 مقعدًا مثل غلف ستريم 2 والتي بنيت على أساس المحرك التوربيني غلف ستريم 1. قدم الجيل الأول من طائرات رجال الأعمال السرعة والارتفاع ولكن ليس النطاق والراحة اللذين يوفرهما حجم المقصورة الأكبر. تم تسليم أولى طائرات غلف ستريم 2 إلى كل من شركة كوكا كولا وشركة جيليت. كانت أول طائرة نفاثة ذات محرك واحد تستخدم للاستخدام التجاري هي سيروس فيجن إس إف50 ‏، التي تم تسليمها لأول مرة في ديسمبر 2016.

## طائرات
تقوم الشركات أيضًا بتشغيل طائرات رحلات أو طائرات شحن، إما طائرات جديدة مثل عائلة بوينغ بيزنس جت أو طائرات ركاب سابقة مثل بوينغ 727 أو بوينغ 757.

## هليكوبتر
في نهاية الحرب العالمية الثانية، دخلت الخدمة طائرات هليكوبتر أكثر موثوقية مثل بيل 47، بدأت الشركات في شرائها لسفر التنفيذيين والموظفين.

### فهرس
- Jackson، A.J. (1974). British Civil Aircraft since 1919 Volume 1. London: Putnam. ISBN:0-370-10006-9.